# HD 106252
HD 106252 ist ein etwa 120 Lichtjahre von der Erde entfernter Gelber Zwerg mit einer Rektaszension von 12h 13m 30s und einer Deklination von +10° 02′ 30″ im Sternbild Virgo. Er besitzt eine scheinbare Helligkeit von rund 7,4 mag. Im Jahre 2002 entdeckten Fischer et al. mit Hilfe der Radialgeschwindigkeitsmethode einen vermutlich substellaren Begleiter, der diesen Stern mit einer Umlaufperiode von rund 1500 Tagen umrundet. Dieser trägt die systematische Bezeichnung HD 106252 b und weist eine Mindestmasse von ungefähr 7 Jupitermassen auf. Nach astrometrischen Abschätzungen der Masse handelt es sich dabei höchstwahrscheinlich um einen Braunen Zwerg.